# Karl Christian (Nassau-Weilburg)

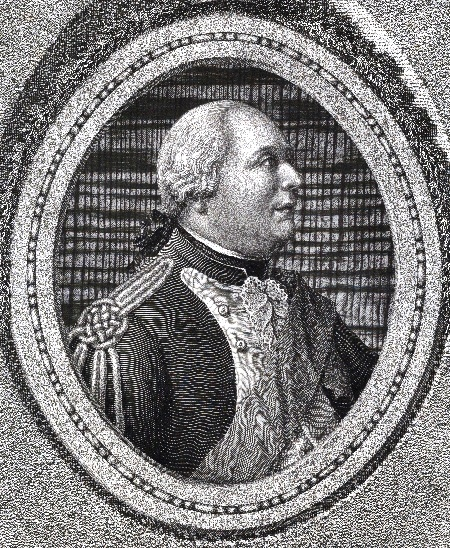
Fürst Karl Christian, Stich von Karl Matthias Ernst

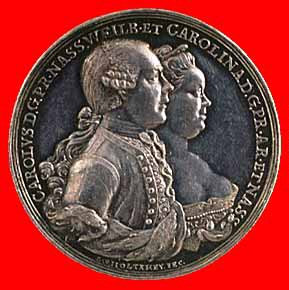
Karl Christian und Karoline von Oranien-Nassau-Dietz auf einer Medaille

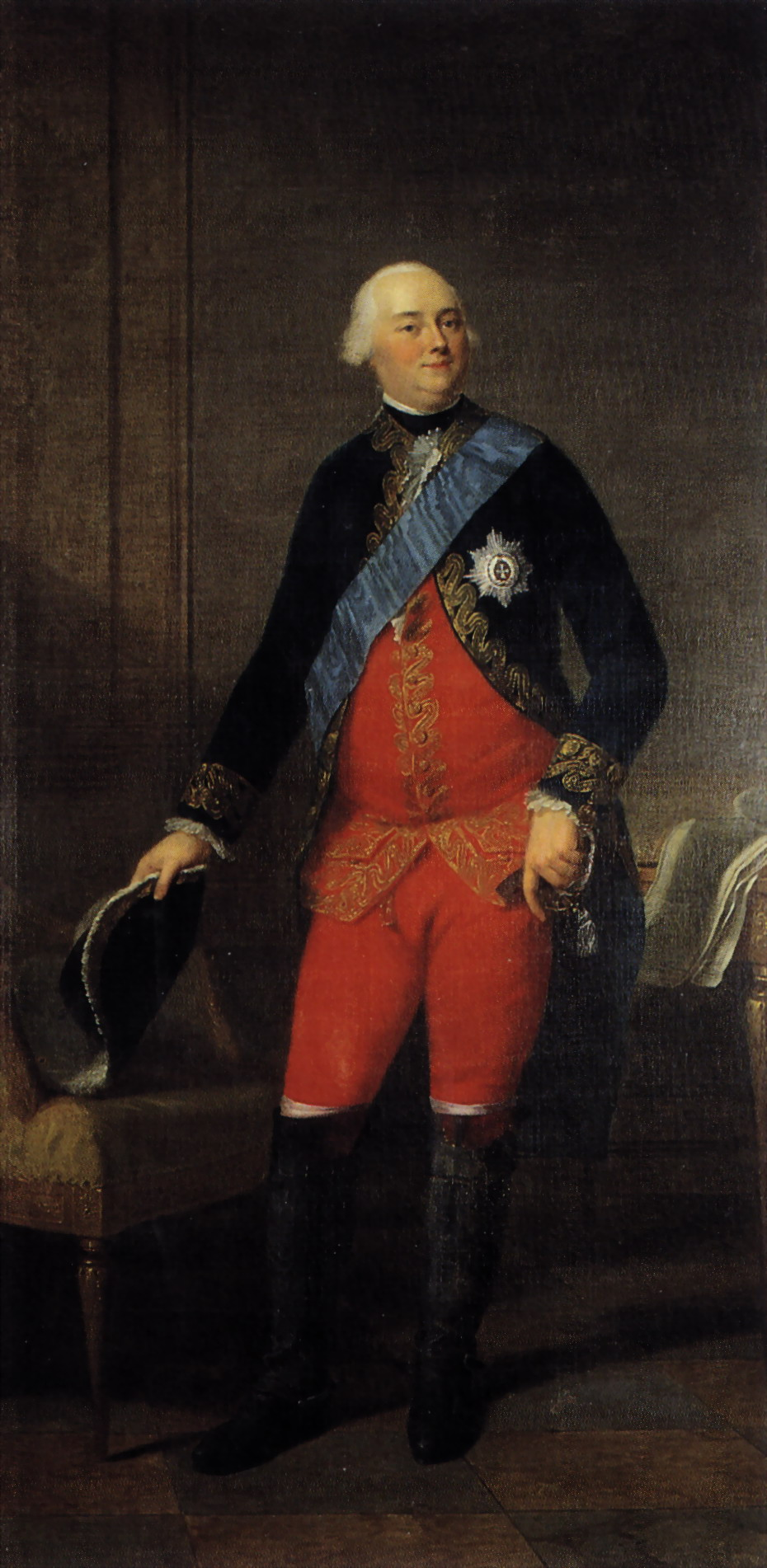
Fürst Karl Christian

Karl Christian (* 16. Januar 1735 in Weilburg; † 28. November 1788 in Münster-Dreisen [ca. 8 km vor Kirchheimbolanden]) war von 1753 bis 1788 Fürst von Nassau-Weilburg.

## Leben
Karl Christian war der Sohn des Fürsten Karl August von Nassau-Weilburg und der Auguste Friederike Wilhelmine von Nassau-Idstein. Als Erzieher für seinen Sohn benannte er 1744 den dänischen Oberst Karl de la Pottrie, der mit seinem Zögling nach Lausanne ging. Karl Christian folgte 1753 seinem Vater in der Herrschaft unter der Vormundschaft des Fürsten Karl von Nassau-Usingen, erhielt jedoch bereits 1754 die Großjährigkeits-Erklärung durch Kaiser Franz I. Stephan. Er übertrug jedoch die Regierungsgeschäfte an de la Pottrie und begab sich in niederländische Dienste als General der Infanterie, wirkte als Gouverneur von Bergen op Zoom und Maastricht, war Statthalter zu Sluis und Chef der holländischen Garde zu Pferd. Seit 1769 befehligte er als Feldmarschalllieutenant und Feldmarschall die oberrheinischen Kreistruppen.
Am 5. März 1760 heiratete er als 25-Jähriger in Haag die 17-jährige Prinzessin Karoline von Oranien-Nassau-Diez (* 28. Februar 1743 in Leeuwarden; † 6. Mai 1787 in Kirchheimbolanden), eine Tochter des Prinzen Wilhelm IV. von Oranien und der Prinzessin Anne, Princess Royal und Prinzessin von Oranien (1709–1759), älteste Tochter des britischen Königs und Braunschweiger Kurfürsten Georg II. Das Ehepaar Karl Christian und Karoline hatte 15 Kinder.
Am 2. Oktober 1788, 51 Tage bevor er starb, heiratete er in morganatische Ehe die Bürgerstochter Barbara Giesen, genannt von Münster, aus Kirchheim-Bolanden. Sie wurde am 14. September 1790 vom Kurfürsten Theodor von Pfalz-Bayern im Reichsvikariat zur Edlen von Kirchheim ernannt.
Bis zur Verlegung der Hofhaltung nach Nassau-Weilburg im Jahr 1784 kam er nur sporadisch in seine Stammlande, wo die Staatsgeschäfte seit de la Pottries Tod 1770 durch Friedrich Ludwig Freiherr von Botzheim geführt wurden.
Unter Fürst Karl Christians Herrschaft wurden wichtige Grenzregulierungen vorgenommen:
- Homburg im Westrich gegen Alsenz mit Pfalz-Zweibrücken (1755)
- Verzicht auf Waldbesitz zugunsten von Kurpfalz im Vertrag von Alzey (1771)
- Beilegung von Grenzstreitigkeiten mit der Grafschaft Falkenstein (1772)
- Löhnberg mit Oranien-Nassau (1773)
- Saarwerden durch Tauschvertrag mit Frankreich (1776)

Innenpolitisch unterstützte er die Gründung von Versorgungskassen für die Hinterbliebenen von weltlichen Beamten, Geistlichen und Lehrern und förderte die Kassen auch finanziell.
Mit einer Neuregelung wurde die Armenversorgung reformiert, es wurden Maßnahmen zur Verbesserung der landwirtschaftlichen Erträge und zur Förderung von Gewerbe ergriffen. Im Schulwesen wurden Verbesserungen hinsichtlich der Lehrerausbildung wie des Schulbesuchs eingeleitet.
Das familienpolitische Ziel einer Sicherung des Herrscherhauses Nassau erreichte Fürst Karl Christian mit der Unterzeichnung des Vertrags zum Nassauischen Erbverein 1783.
Als er 1788 starb, wurde sein Sohn Friedrich Wilhelm Nachfolger.

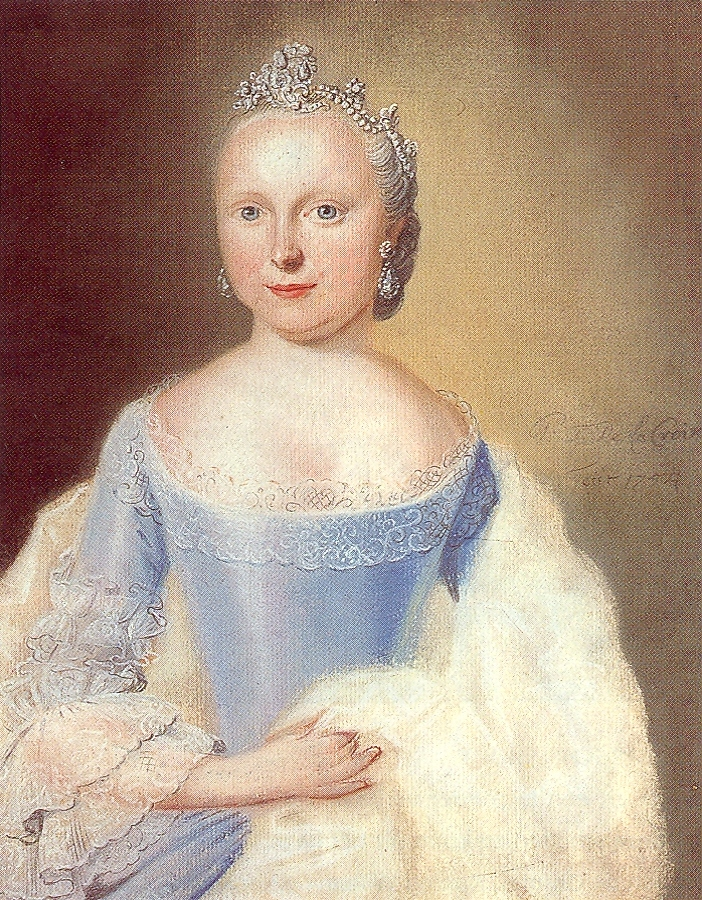
Karl Christians Ehefrau Prinzessin Karoline von Oranien-Nassau-Diez (1743–1787)
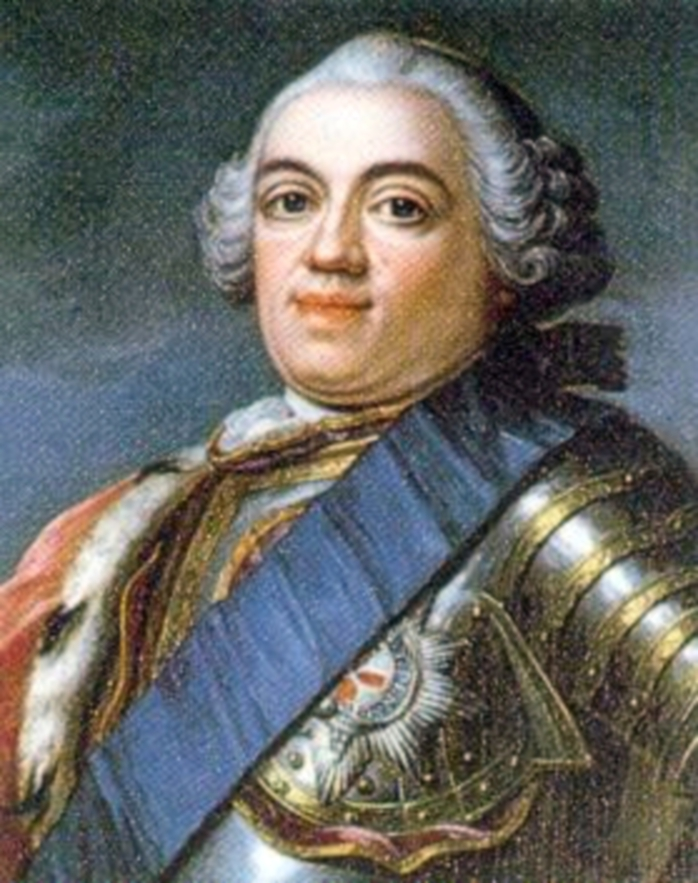
Karl Christians Schwiegervater Wilhelm IV. von Oranien (1711–1751), erster Erbstatthalter der Niederlande
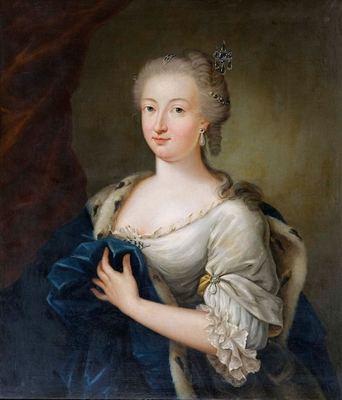
Karl Christians Schwiegermutter Anne, Princess Royal und Prinzessin von Oranien (1709–1759), älteste Tochter König Georgs II.

## Nachkommen

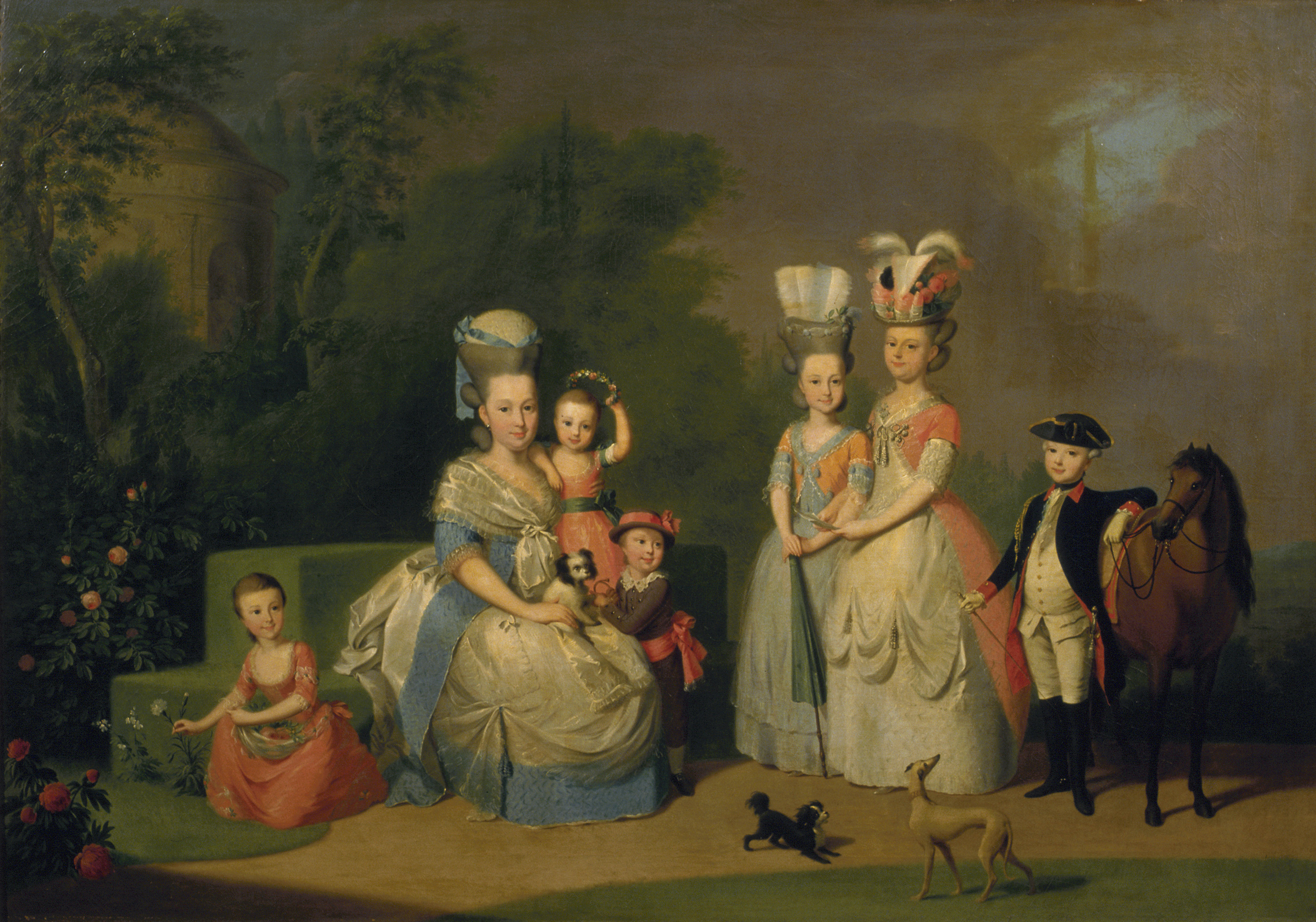
Fürstin Karoline mit ihren Kindern, um 1778, von Anton Wilhelm Tischbein (von links nach rechts: Prinzessin Karoline (* 1770), Fürstin Karoline, Amalie (* 1776), Karl (* 1775), Louise (* 1765), Marie (* 1764) und Erbprinz Friedrich Wilhelm (* 1768))

Mit seiner Ehefrau Karoline hatte er folgende fünfzehn Kinder, von denen nur sieben das Erwachsenenalter erreichten:
- Georg Wilhelm Belgicus (1760–1762)
- Wilhelm Ludwig Karl Flemand (1761–1770)
- Augusta Maria Karoline (1764–1802), Kanonissin in Quedlinburg und Herford
- Wilhelmine Louise (1765–1837) ⚭ Fürst Heinrich XIII. Reuß zu Greiz (1747–1817)
- Friedrich Wilhelm (* 25. Oktober 1768 in Den Haag; † 9. Januar 1816 in Schloss Weilburg durch Unfall), Fürst von Nassau-Weilburg
- Karoline Luise Friederike (1770–1828) ⚭ Fürst Karl Ludwig Friedrich Alexander zu Wied-Runkel (* 9. September 1763; † 9. März 1824)
- Karl Ludwig (*/† 1772)
- Karl Friedrich Wilhelm (1775–1807)
- Amalie (1776–1841) ⚭ Fürst Victor II. von Anhalt-Bernburg-Schaumburg-Hoym (1767–1812)
- Henriette (1780–1857) ⚭ Herzog Ludwig von Württemberg (1756–1817)
- Karl (*/† 1784)
- vier Kinder (1767, 1778, 1779 und 1785), deren Namen nicht bekannt sind

Der seit dem Jahr 2000 als Großherzog von Luxemburg amtierende Henri von Nassau ist der fünffache Urenkel von Karl Christian von Nassau-Weilburg.